# 철면객
"철면객"(Iron Mask Man)은 한국에서 제작된 이형표 감독의 1974년 액션 영화이다. 주증녀 등이 주연으로 출연하였고 곽정환 등이 제작에 참여하였다.

## 출연

### 주연
- 주증녀
- 장청천
- 임해림

### 조연
- 노평
- 소진평
- 강남